# Maxine Nightingale
Maxine Nightingale (Wembley, 2 novembre 1952) è una cantante britannica.

## Biografia
Dal 1969 Maxine Nightingale ha iniziato a recitare in musical teatrali di produzioni come  Hair, Jesus Christ Superstar e Godspell. Il suo singolo di debutto Right Back Where We Started From, tra il 1975 e il 1976, ha raggiunto l'8ª posizione della Official Singles Chart e la 2ª della Billboard Hot 100, entrando in numerose classifiche. L'album di debutto omonimo si è invece piazzato alla numero 65 della Billboard 200. Il suo unico altro singolo che ha goduto di successo notevole è stato, tre anni più tardi, Love Hit Me, arrivato all'11ª posizione in madrepatria e alla 5ª negli Stati Uniti. Nella Billboard 200, invece, Lead Me On ha segnato il piazzamento più alto quando si è spinto fino alla numero 45 nel settembre 1979. In seguito si è esibita dal vivo in occasione di festival jazz ed è apparsa negli speciali televisivi della PBS Superstars of Seventies Soul: Live e My Music: 70s Soul Superstars.

## Discografia

### Album in studio
- 1976 – Right Back Where We Started From
- 1977 – Night Life
- 1978 – Lead Me On
- 1980 – Bittersweet
- 1982 – It's a Beautiful Thing
- 1986 – Cry for Love